# Francesco Fedato
Francesco Fedato, né le 15 octobre 1992 à Mirano dans la région de la Vénétie en Italie, est un footballeur italien.

## Biographie

### Club
Au terme de la saison 2014-2015, Francesco Fedato a participé à dix matchs de championnat d'Italie et à soixante matchs de championnat d'Italie de deuxième division.

### Sélection internationale
Entre septembre et novembre 2013, Francesco Fedato joue trois rencontres avec l'équipe d'Italie espoirs dans le cadre des qualifications pour le Championnat d'Europe espoirs 2015. Il marque un but contre la Chypre espoirs lors de sa première sélection.